# Ndiarème Limamoulaye
Ndiarème Limamoulaye ist einer der fünf Stadtbezirke der Großstadt Ville de Guédiawaye in der Metropolregion Dakar, gelegen im zentralen Westen Senegals. Die Stadtbezirke von Guédiawaye haben jeweils den Status einer Gemeinde (commune).

## Geografie
Ndiarème Limamoulaye liegt an der Nordküste der Cap-Vert-Halbinsel und in der Mitte des Stadtgebiets von Guédiawaye. Der Stadtbezirk hat auf rund 1000 Meter Länge Anteil am Sandstrand der Grande-Côte und reicht von dort rund eineinhalb Kilometer weit nach Süden ins Hinterland.
Der Stadtbezirk hat eine Fläche von 1,3030 km². Ndiarème Limamoulaye ist mit Médina Gounass sowohl nach Größe der Einwohnerzahl als auch nach Fläche etwa gleich groß. Beide nehmen diesbezüglich in Guédiawaye unter den Stadtbezirken die beiden letzten Plätze ein. Wie alle Stadtbezirke von Guédiawaye ist auch Ndiarème Limamoulaye fast vollständig bebaut und dicht besiedelt. Alle Bezirke gehen baulich nahtlos ineinander über. Ndiarème Limamoulaye ist der einzige Stadtbezirk, der keinen Anteil an der Außengrenze des Stadtgebiets hat.

## Geschichte
Im Jahr 1996 wurde die städtische Kommune Guédiawaye in die fünf communes d’arrondissement Golf Sud, Sam Notaire, Wakhinane Nimzatt, Ndiarème Limamoulaye und Médina Gounass unterteilt und diese wiederum wurden in der Großstadt Ville de Guédiawaye zusammengefasst; ähnlich der kommunalen Gliederung der Hauptstadt Dakar. Im Jahr 2014 erhielt Ndiarème Limamoulaye, wie in Senegal alle communes d'arrondissement, den landesweit einheitlichen Status einer Gemeinde (commune).

## Bevölkerung
Die letzten Volkszählungen ergaben für den Stadtbezirk jeweils folgende Einwohnerzahlen:
| Jahr | Einwohner |
| ---- | --------- |
| 2002 | 30.655    |
| 2013 | 35.171    |
| 2023 | 36.024    |

## Verkehr
Ndiarème Limamoulaye liegt nördlich und abseits der Verkehrsachsen der Cap-Vert-Halbinsel, auf denen der West-Ost-Verkehr zwischen der Metropole Dakar und dem Rest des Landes fließt. Diesem Verkehr dienen die Nationalstraße N 1, ferner die Bahnstrecke Dakar–Niger, und die mautpflichtige Autoroute 1.
Mitten in Ndiarème Limamoulaye selbst bündelt die Route vers Corniche parallel zur Küste den Hauptverkehr durch den Stadtbezirk. Entlang des Strandes der Atlantikküste verbindet die vierstreifige Schnellstraße Voie de Dégagement Nord (VDN) den Stadtbezirk in Richtung Westen über Cambérène und Parcelles Assainies mit der Innenstadt von Dakar, führt im Nordosten weiter nach Malika und endet vorläufig nahe des Lac Rose in Tivaouane Peulh-Niaga.